# Peakesia
Peakesia is een geslacht van rechtvleugeligen uit de familie veldsprinkhanen (Acrididae). De wetenschappelijke naam van dit geslacht is voor het eerst geldig gepubliceerd in 1920 door Sjöstedt.

## Soorten
Het geslacht Peakesia omvat de volgende soorten:
- Peakesia brunnea White, 1841
- Peakesia coeruleipes Sjöstedt, 1920
- Peakesia fulvipes Sjöstedt, 1930
- Peakesia hospita Bolívar, 1898
- Peakesia nana Sjöstedt, 1921
- Peakesia parvipennis Sjöstedt, 1921
- Peakesia rubescens Sjöstedt, 1920
- Peakesia straminea Sjöstedt, 1920
- Peakesia striata Tepper, 1896
- Peakesia vitripennis Sjöstedt, 1921